# Berggarten
Il Berggarten (in italiano, letteralmente "giardino di montagna") di Hannover è un giardino botanico posto all'interno del complesso dei giardini reali di Herrenhausen, in Germania.

## Storia

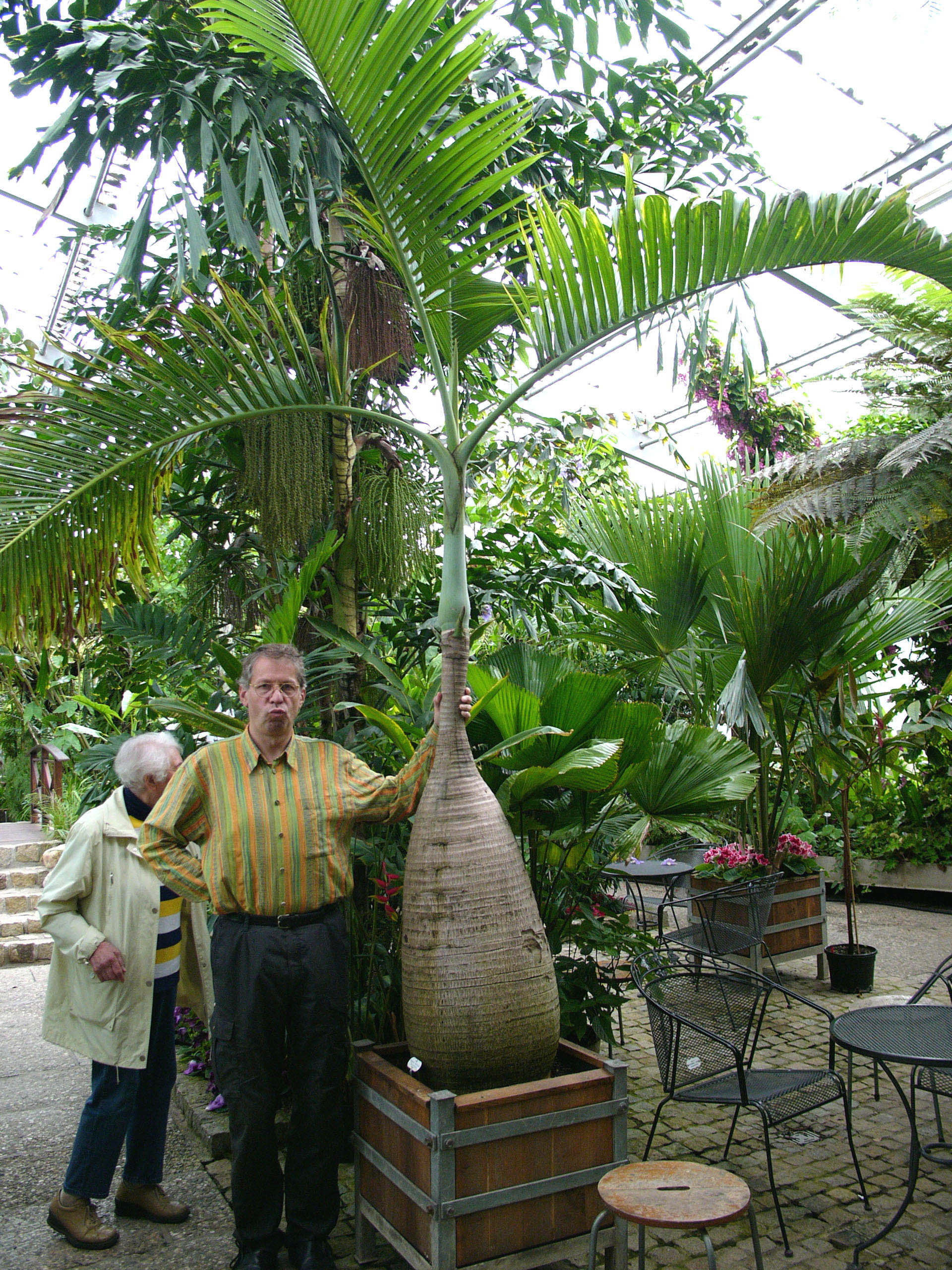
Un esemplare di Hyophorbe lagenicaulis nel giardino botanico

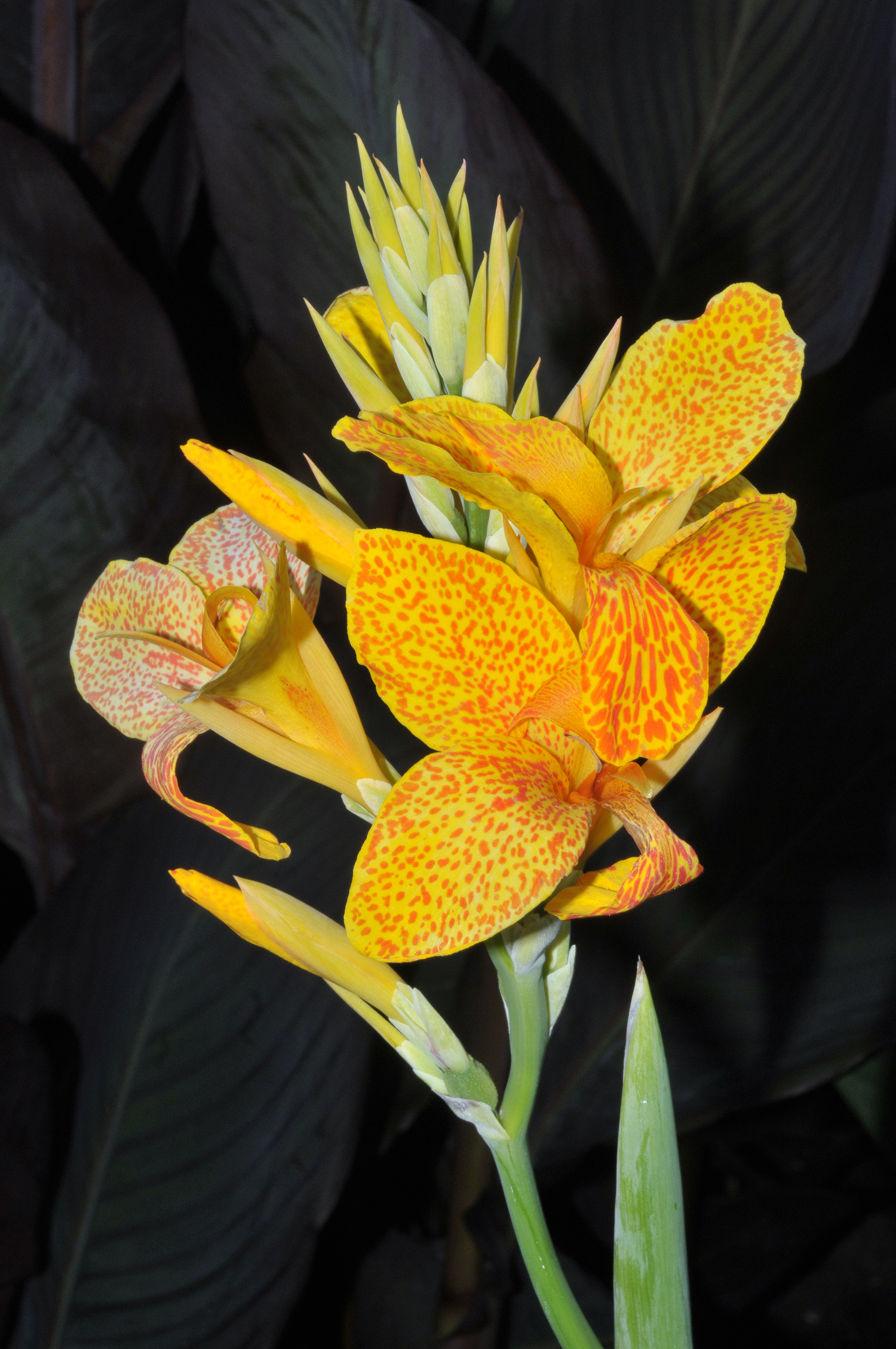
Canna L. Golden Gate

Il Berggarten si trova a nord del Grosser Garten, nel complesso del castello di Herrenhausen. È uno dei giardini botanici più antichi della Germania.
Il giardino fu allestito nel 1666 per volontà del duca Giovanni Federico di Brunswick-Lüneburg come area del giardino del suo castello dedicata alla coltivazione di ortaggi. Il sito era composto da montagna di sterra posto poco più a nord del castello di Herrenhausen.
L'elettrice Sofia del Palatinato, con l'aiuto dell'architetto paesaggista di corte Henry Perronet, fece trasformare il giardino in un giardino botanico per ospitare piante esotiche, per le quali nel 1686 venne costruita una serra. Oltre alla coltivazione di piante esotiche, il giardino fungeva da luogo di sperimentazione per la coltivazione di piante ornamentali tropicali. Non si riuscì a coltivare il riso ad Hannover, ma nel giardino riuscirono invece le coltivazioni di tabacco e gelso. Quest'ultima coltivazione ebbe un ruolo particolare al punto che dal 1706, venne introdotto l'allevamento del baco da seta per far fronte alle manifatture reali di Hameln. Tuttavia, a lungo termine, ci si rese conto che l'allevamento delle piante e degli animali in loco risultava troppo dispendioso e venne abbandonato.
Nel 1726/1727 l'architetto paesaggista Ernst August Charbonnier creò la Herrenhäuser Allee, un lungo viale di 2 km di lunghezza che connette il castello di Herrenhausen al Welfenmausoleum.
Tra il 1817 ed il 1820, l'architetto di corte Georg Ludwig Friedrich Laves costruì su ordine del sovrano di Hannover una casa padronale con annesso giardino all'interno del complesso verde, nella quale venne trasferita l'enorme biblioteca reale nel 1952. La serra delle palme costruita da Laves fu aperta al pubblico nel 1849 e cinque anni dopo ospitò la più preziosa e vasta collezione di palme d'Europa.
Dal 1842 al 1847 durarono i lavori per la costruzione del Welfenmausoleum, il mausoleo della casata dei Guelfi, sempre su progetto di Laves. Re Ernesto Augusto e sua moglie, la regina Federica, furono i primi ad essere sepolti in questo luogo. Nel frattempo (1845-1846) il Berggarten venne cinto da mura e completato con recinzioni.
Nel 1880 Richard Auhagen costruì una grande serra per le palme per sostituire la precedente serra. La serra di fine Ottocento venne realizzata in acciaio con un'altezza di 30 metri e con all'interno anche delle fontane d'acqua. Le serre vennero distrutte nel corso di uno dei bombardamenti che colpirono Hannover nella seconda guerra mondiale nel 1944. Dopo la guerra iniziò un graduale restauro del Berggarten, ma negli anni Cinquanta del Novecento la serra delle palme venne definitivamente demolita.
Nel 2013, la scoperta di una colonia di scarabei eremiti ha dettato l'abbattimento di molti tigli sul viale del Berggarten.

## Serre e giardini tematici
Nelle serre del giardino si trovano una serie di elementi tematici con attualmente 11.000 piante diverse provenienti da climi diversi, inclusa la più grande collezione di orchidee d'Europa.

## L'acquario

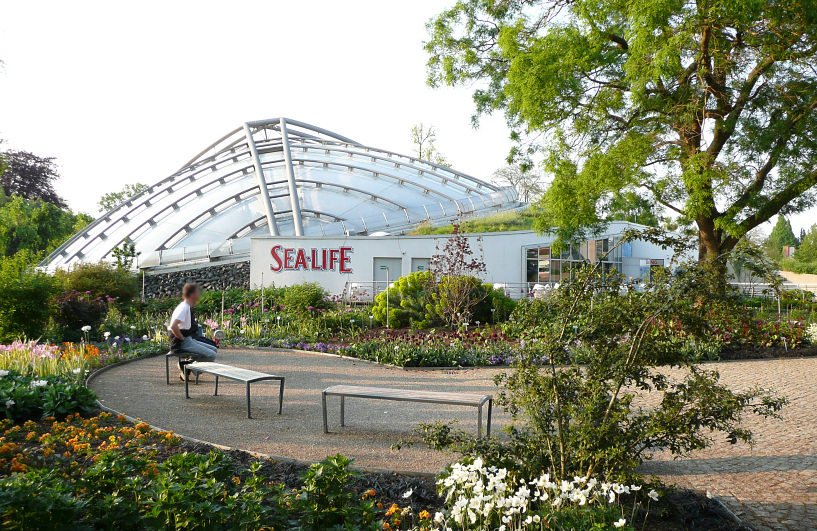
Ingresso dell'acquario "Sealife" del Berggarten

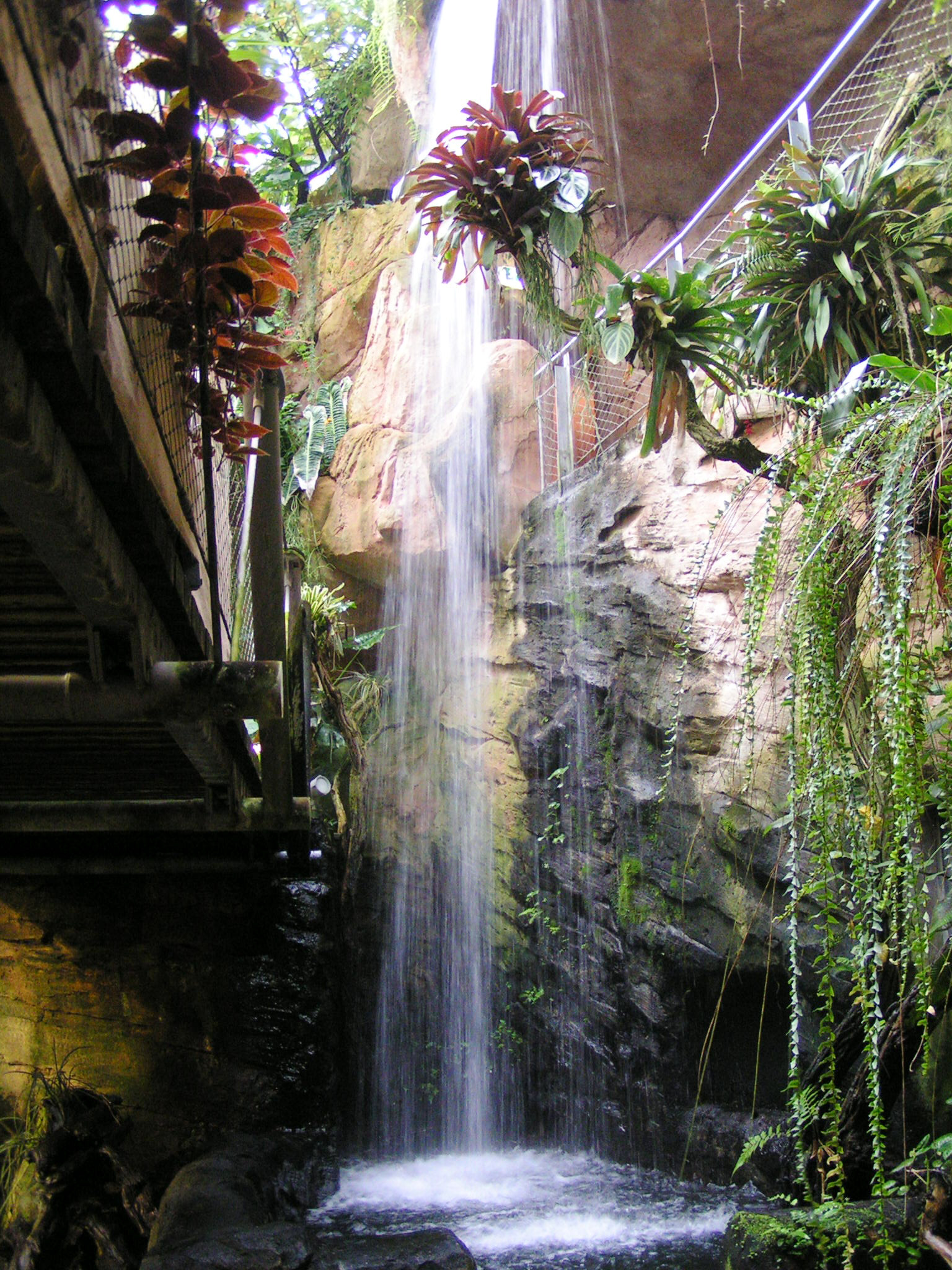
Cascata nel giardino tropicale

In occasione dell'Expo 2000 tenutasi nella città di Hannover, venne costruita sul sito dell'ex serra delle palme un parco tematico dedicato alla foresta pluviale dove era presente un paesaggio tropicale artificiale in cui vivevano farfalle, rane e specie di uccelli tipici appunto delle regioni tropicali. Quest'area, ad ogni modo, è stata chiusa al pubblico nel 2006 a causa dei costi eccessivi per il suo mantenimento.
Successivamente lo spazio è stato riprogettato con la costruzione di un acquario dove è stata invece ricostruita l'area tematica della foresta pluviale. La vasca centrale ha una capienza di 300.000 litri d'acqua, ha la profondità di quattro metri ed ospita squali e tartarughe e può essere osservato dai visitatori attraverso un tunnel di vetro acrilico lungo otto metri.

## Il padiglione della biblioteca

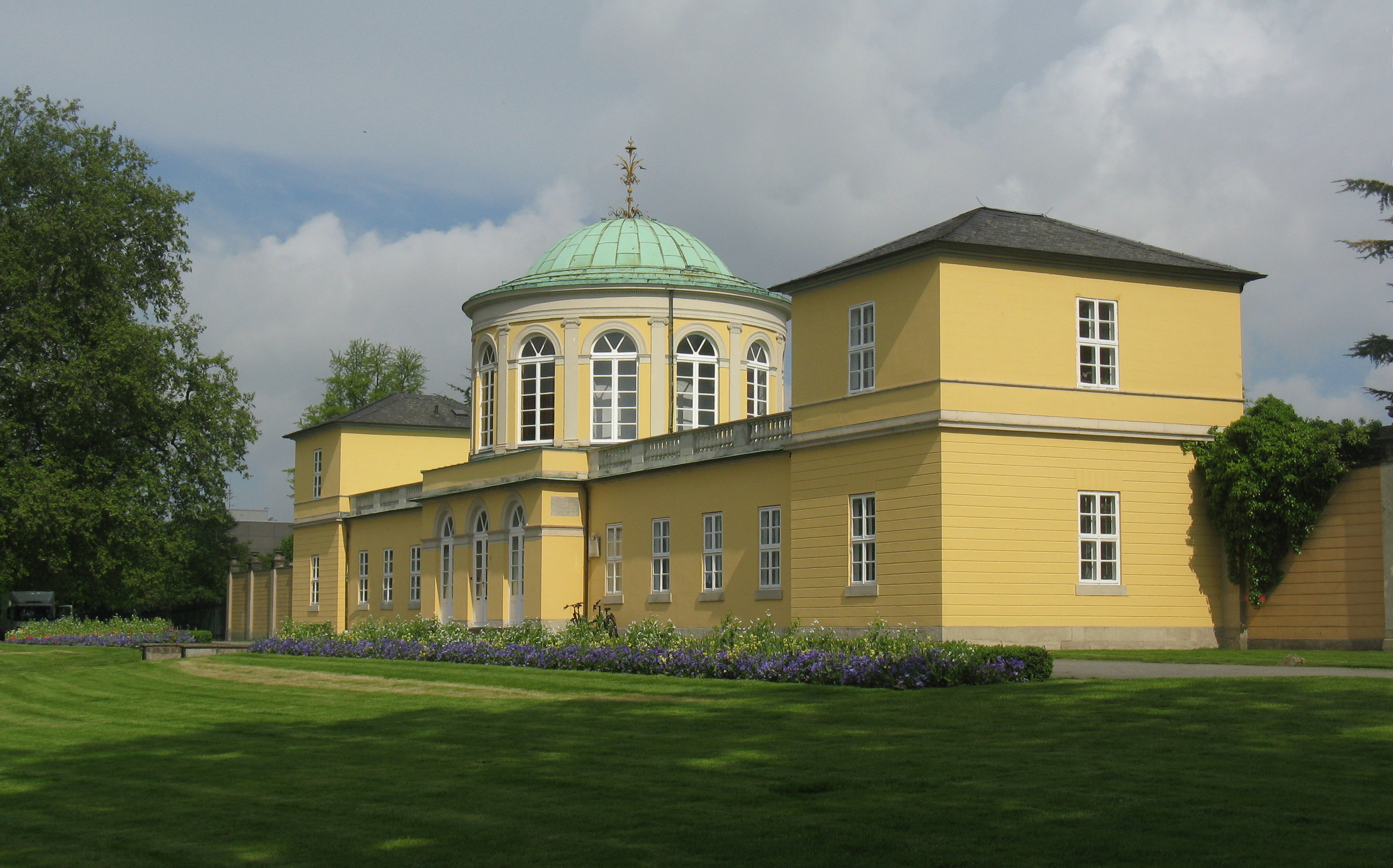
Il padiglione della biblioteca nel Berggarten

L'unico edificio in muratura presente nel Berggarten venne originariamente progettato dall'architetto di corte Laves come "residenza padronale del giardino". La struttura venne costruita tra il 1817 ed il 1820 come una struttura di forma solida con padiglioni angolari a due piani. La parte centrale dell'edificio è sormontata da una cupola rotonda che termina con un tamburo composto da dodici finestre ad arco disposte simmetricamente sotto il rivestimento della cupola.
L'edificio è allineato visivamente con l'asse prospettico centrale dell'orangerie e della Galleria del Grosser Garten.
La costruzione si erge come un belvedere rispetto al giardino e serviva nel contempo da protezione dalle intemperie per i visitatori del giardino.
Dal 1952, l'edificio ospita la biblioteca reale di Hannover oltre alla biblioteca del botanico Johann Christoph Wendland che lavorò come curatore dei giardini nella seconda metà dell'Ottocento. Al giardino lavorarono anche i fratelli botanici Heinrich Ludolph Wendland e Hermann Wendland.

## Bibliografia

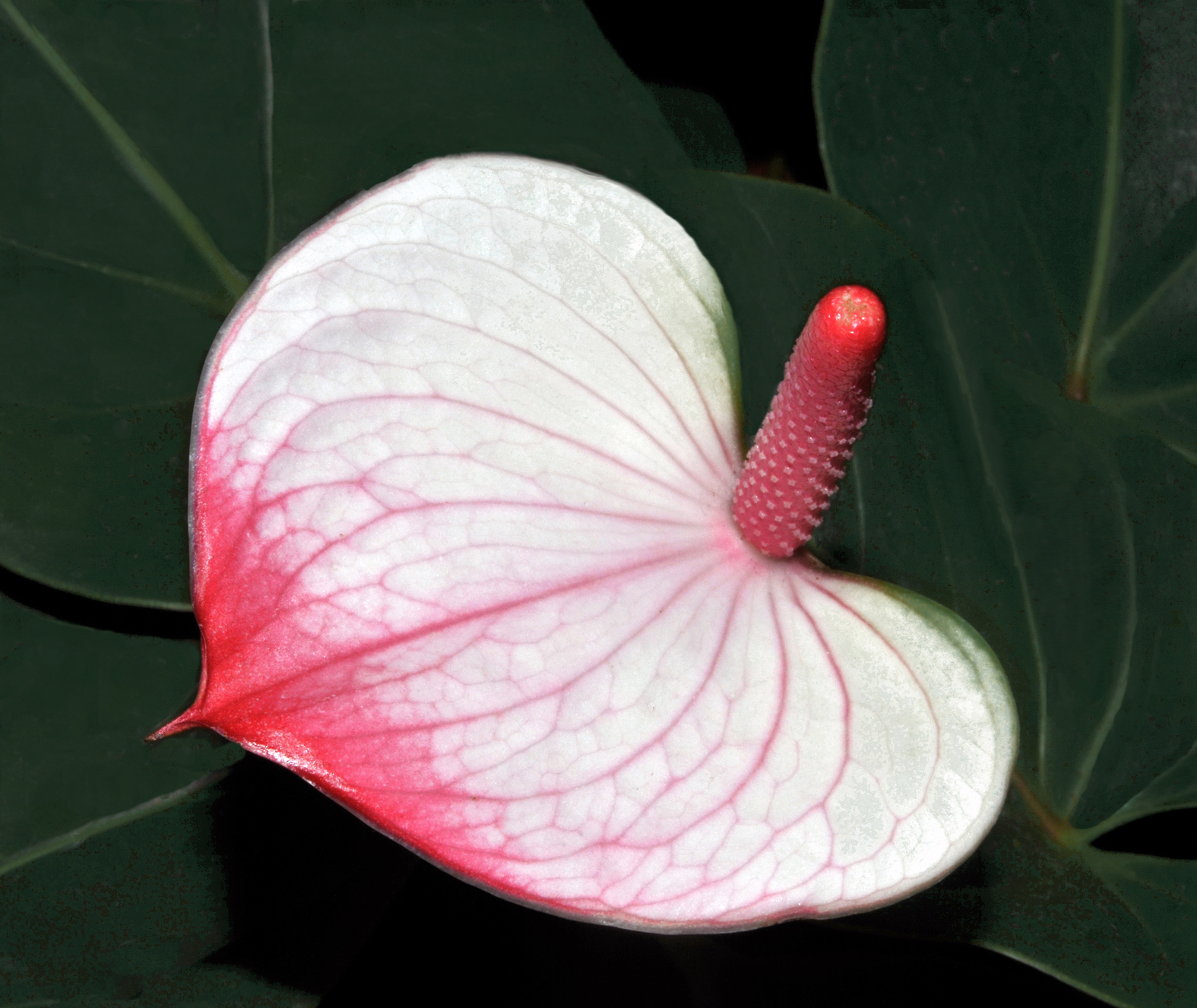
Anthurium andraeanum Princess Amalia Elegance

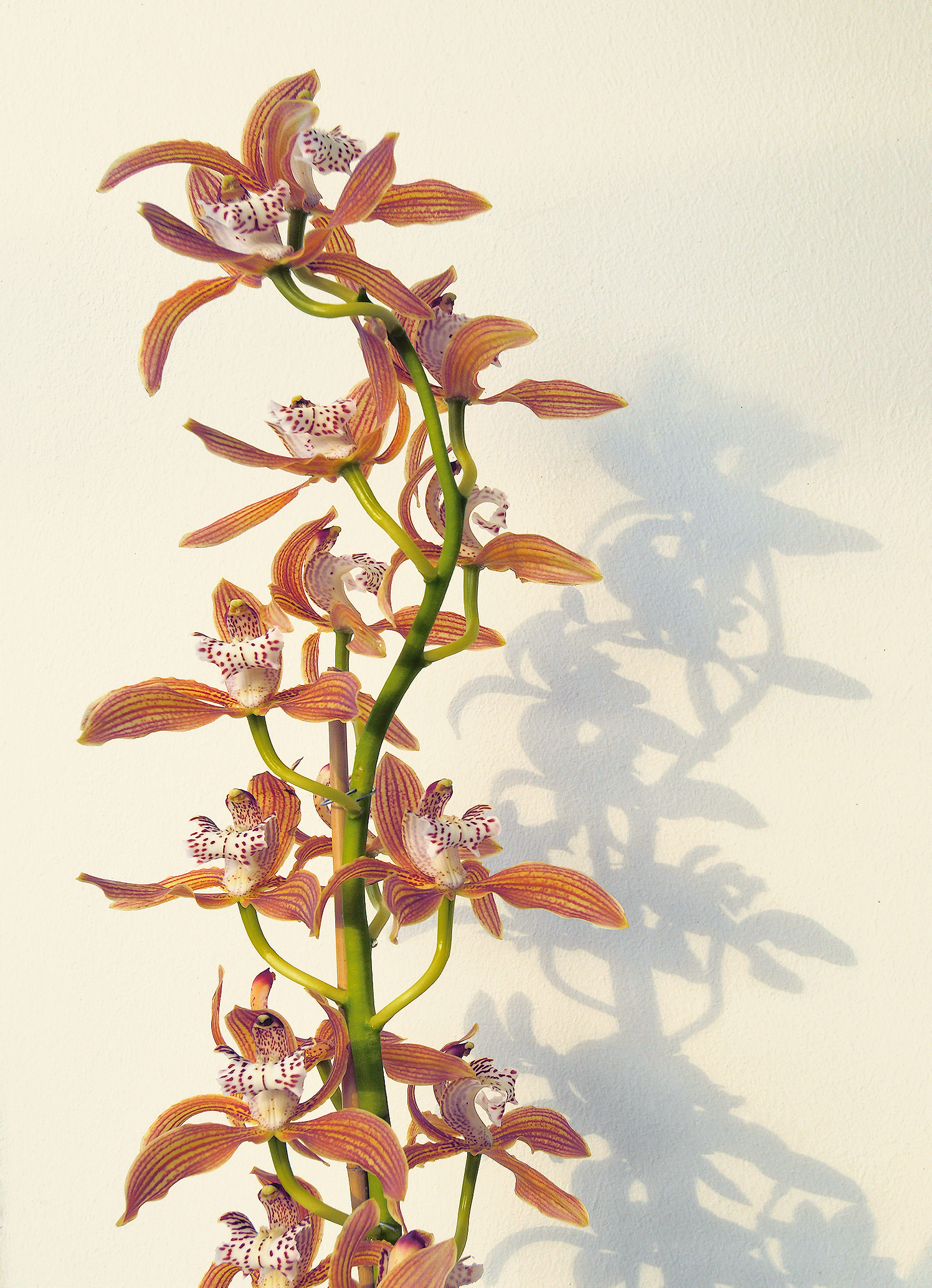
Questa orchidea è un ibrido di Cymbidium insigne e Cymbidium tracyanum ed è stata chiamata Cymbidium "Doris".